# Sniper: Ghost Warrior
Sniper: Ghost Warrior – gra komputerowa z gatunku first-person shooter, wyprodukowana i wydana przez City Interactive. Gra ukazała się w czerwcu 2010 roku w wersji na platformy Microsoft Windows i Xbox 360, a w czerwcu 2011 na PlayStation 3. W produkcji gracz wciela się w elitarnego strzelca wyborowego wysłanego do wrogiej strefy z misją obalenia nielegalnego wojskowego rządu w fikcyjnym kraju Isla Trueno w Ameryce Łacińskiej.
12 marca 2013 roku ukazała się kontynuacja tytułu – Sniper: Ghost Warrior 2.

## Fabuła
W grze gracz wciela się w rolę strzelca wyborowego, sierżanta Tylera Wellsa, który wykonuje misje skrytobójcze. Oprócz niego grywalnymi postaciami są szeregowy Anderson z Delta Force i rebeliant El Trejon, którzy biorą udział w bezpośrednich atakach na siły wroga. Celem gry jest wsparcie rebelii Isla Trueno w walce przeciwko puczowi i przywrócenie do władzy demokratycznego rządu na emigracji.

## Odbiór gry
Sniper: Ghost Warrior otrzymała negatywne opinie krytyków. Arthur Gies z portalu IGN chwalił w grze mechanizmy oddawania strzałów, ale krytykował projekt gry i niezbyt ambitne misje. Brett Todd z portalu GameSpot chwalił oprawę graficzną oraz powtórki spektakularnych strzałów z dystansu, krytykował jednak zbyt wysoki poziom trudności. Dan Whitehead z portalu Eurogamer ostro krytykował niestabilność gry i sztuczną inteligencję wrogów. Cliff Bakehorn z portalu GameZone narzekał na monotonię gry.
Mimo to gra osiągnęła sukces sprzedaży. W grudniu 2011 roku firma City Interactive poinformowała, iż tytuł sprzedał się w liczbie 2 mln egzemplarzy, w listopadzie 2012 roku liczba ta zwiększyła się do 3 mln, a w czerwcu 2013 roku do 3,5 mln.